# Isopedella inola
Isopedella inola là một loài nhện trong họ Sparassidae.
Loài này thuộc chi Isopedella. Isopedella inola được Embrik Strand miêu tả năm 1913.